# 383-я пехотная дивизия (вермахт)
383-я пехотная дивизия (нем. 383. Infanterie-Division) — тактическое соединение сухопутных войск вооружённых сил нацистской Германии периода Второй мировой войны.

## История
26 января 1942 года на плацдарме Арис в Восточной Пруссии началось формирование пяти «золоторейнских дивизий» 18-й волны призыва в I и III военных округах. Одной из таких стала 383-я пехотная дивизия. 30 сентября 1943 года дивизия была переоснащена новейшим вооружением образца 1944 года. Воевала на Восточном фронте в составе группы армий «Центр», участвовала в оборонительных боях в рамках операции «Багратион», 28 июня 1944 года под Бобруйском была полностью уничтожена, а её военное командование попало в советский плен.

## Дислокации
| Время                   | Армейский корпус | Армия        | Группа армий | Дислокация     |
| ----------------------- | ---------------- | ------------ | ------------ | -------------- |
| Февраль 1942            |                  |              | ОКХ          | Штаблак        |
| Апрель 1942             |                  |              | ОКХ          | Бобруйск, Орёл |
| Июль 1942 — январь 1943 | 55-й             | 2-я          | B            | Воронеж        |
| Март 1943               | 55-й             | 2-я танковая | Центр        | Орёл           |
| Апрель 1943             | 41-й             | 2-я танковая | Центр        | Орёл           |
| Май 1943                | 23-й             | 2-я танковая | Центр        | Орёл           |
| Июль 1943               | 23-й             | 9            | Центр        | Орёл           |
| Август 1943             | 47-й             | 9            | Центр        | Орёл           |
| Сентябрь 1943           | 46-й             | 9            | Центр        | Брянск         |
| Октябрь 1943            | 23-й             | 9            | Центр        | Могилёв        |
| Декабрь 1943            | 55-й             | 9            | Центр        | Бобруйск       |
| Январь — июнь 1944      | 35-й             | 9            | Центр        | Бобруйск       |

## Структура
- 531-й пехотный полк
- 532-й пехотный полк (командир полка полковник Артур Юттнер (Juttner))
- 533-й пехотный полк
- 383-й артиллерийский полк
- 383-й батальон снабжения
- 383-й противотанковый артиллерийский дивизион
- 383-й батальон автоматчиков
- 383-й сапёрный батальон
- 383-й батальон разведки
- 383-й отряд офицеров резерва
- 383-й отряд управления
- 383-й санитарный отряд

## Командование
| Воинское звание   | Имя                        | Когда командовал               |
| ----------------- | -------------------------- | ------------------------------ |
| Генерал-лейтенант | Йоханнес Хаарде            | 26 января — 20 февраля 1942    |
| Генерал-майор     | Эберхард фон Фабрице-Фальк | 20 февраля — 27 сентября 1942  |
| Генерал-лейтенант | Фридрих-Вильгельм Йон      | 27 сентября 1942 — 1 июля 1943 |
| Генерал-лейтенант | Эдмунд Гоффмайстер         | 1 июля 1943 — 20 июня 1944     |
| Генерал-майор     | Адольф Гаман               | 20 — 28 июня 1944              |